# Praia da Direita
A Praia da Direita, ou Praia Pequena é uma praia localizada na Ilha do Boi, na cidade de Vitória, capital do Espírito Santo.
É uma pequena enseada de águas tranquilas. Em dezembro de 2017, esteve imprópria para o banho.
É uma praia considerada turística, porém menos frequentada do que a Praia da Esquerda.